# Honda Rafaga
La Honda Rafaga è una vettura compatta prodotta dalla casa automobilistica giapponese Honda dal 1997 al 2001.

## Descrizione
Il nome "Rafaga" è una parola spagnola che significa "raffica" o "burrascosa".
La vettura era una berlina compatta 3 volumi a 4 porte venduta esclusivamente per il mercato giapponese a partire dal gennaio 1993. La Rafaga utilizzava lo stesso motore a 5 cilindri già impiegato nella Honda Inspire e nella Honda Vigor e condivideva la piattaforma con la seconda generazione della Honda Ascot.
Il motore era installato longitudinalmente, con la stessa configurazione utilizzata nelle Vigor e Inspire. Erano disponibilità due motorizzazioni aspirata a 5 cilindri alimentate a benzina: un 2,0 litri G20A-5 e un 2,5 litri G25A. La trasmissione è affidata a un cambio manuale a 5 velocità o automatico a 4 velocità.
La Rafaga utilizzava sospensioni a doppio braccio trasversale sulle ruote anteriori e posteriori. La versione "2.5 S" aveva inoltre un rinforzo superiore al montante della sospensione anteriore.
La Rafaga fu introdotta come berlina compatta della Honda per il mercato giapponese, in quanto le dimensioni dell'Accord crebbero a seguito della richiesta del mercato in Nord America che necessitava di una vettura più linga.
Esteticamente la vettura era dotato di una griglia dalla forma trapezoidale con il piccolo logo Honda "H" nella parte superiore. La Rafaga aveva anche un vano motore anteriore lungo e basso a causa del posizionamento del motore.
Gli interni furono realizzati con pannelli in vero legno forniti dal produttore di mobili giapponese Tendo Mokko sul cruscotto e sulla console centrale, con i rivestimenti in pelle disponibili in opzione sulla "2.5 S". Nel 1994 erano disponibili i doppi airbag per i passeggeri anteriori e l'ABS.